# Volkswagen Polo V
Pour les articles homonymes, voir Volkswagen Polo.
La Volkswagen Polo V est une automobile 5 places du constructeur automobile allemand Volkswagen apparue en 2009. Elle succède à la Polo IV.
Elle est dévoilée lors du salon de l'auto de Genève 2009. Elle remporte le « Trophée européen de la voiture de l'année 2010 » et elle est élue « Voiture mondiale de l'année 2010 (World Car of the Year) à l'occasion du salon de New York. Elle a obtenu le maximum d'étoiles au crash test Euro NCAP.
Cette 5e génération repose sur la plateforme technique PQ25 qu'elle partage avec la Seat Ibiza IV et l'Audi A1. Elle adopte pour l'occasion la nouvelle identité stylistique de la marque inaugurée par le nouveau Scirocco et la Golf VI en 2008. Son nom de code interne est Type 6R.
En 2013, elle est classée huitième des ventes en France : c'est la seule voiture étrangère présente dans le top 10 des ventes en 2013 en France.

## Polo V Phase 1 (6R): 2009 - 2014

### Gamme

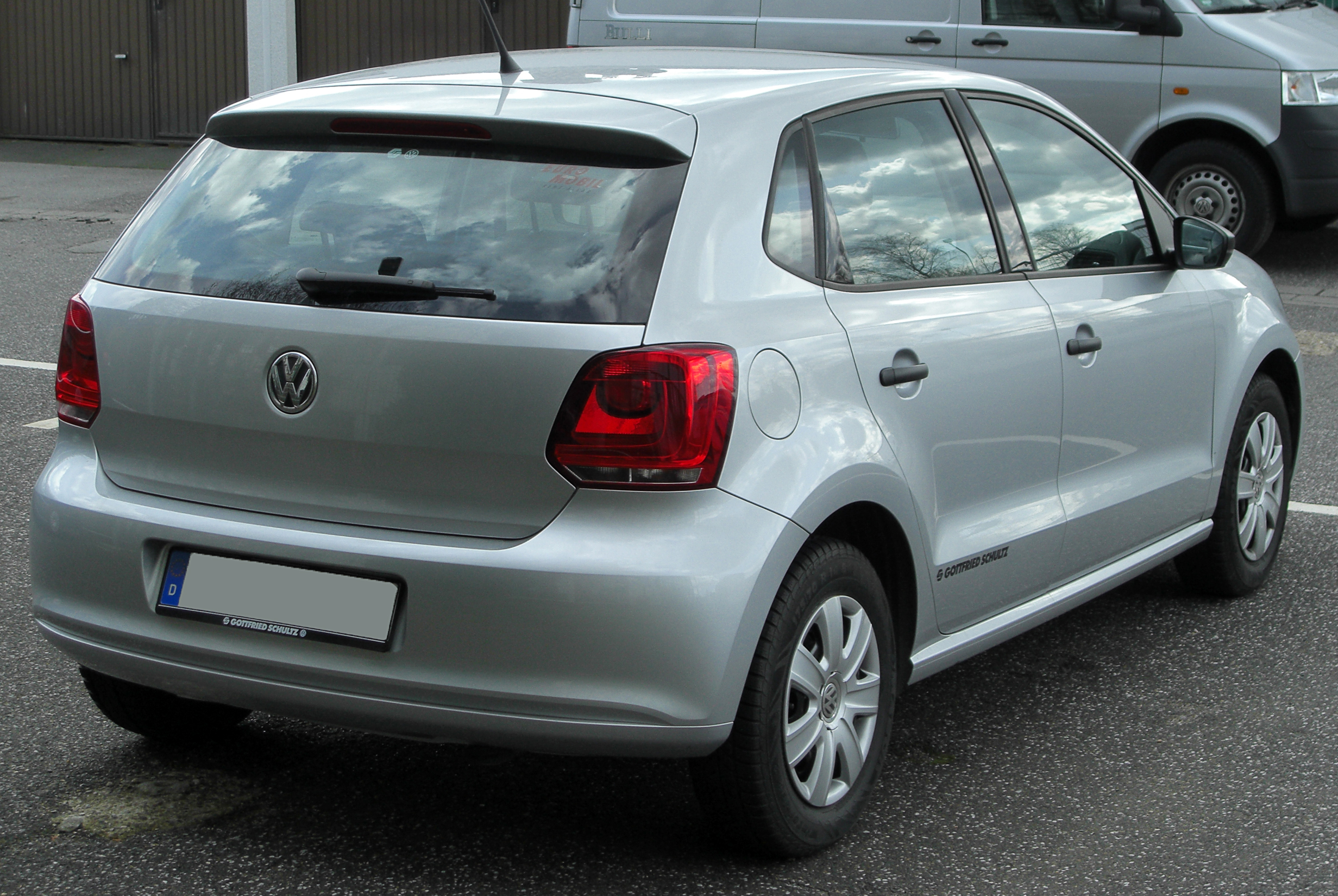
L'arrière de la Volkswagen Polo V.

La gamme de la Polo V se décline en 3 finitions, en partie calquée sur la génération précédente hormis la finition haut de gamme Carat :
- Trendline, finition d'entrée de gamme dotée d'origine de 4 coussins gonflables de sécurité (airbags), de l'ABS, de l'ESP (pour les motorisations de plus de 85 ch), de la direction assistée, du régulateur de vitesse, d'un système d'éclairage diurne, des vitres avant et des rétroviseurs extérieurs à réglage électrique, du verrouillage centralisé à télécommande, d'une banquette arrière asymétrique et d'un coffre à double plancher pour l'aspect pratique.
- Confortline, finition intermédiaire qui rajoute à la finition précédente une climatisation semi-automatique Climatic, une radio RCD 310 avec double tuner CD-MP3 à 6 haut-parleurs, d'un volant multifonction gainé de cuir, d'un ordinateur de bord, d'un capteur de pression des pneus, pommeau de levier de vitesse et frein à main gainé cuir, des aumônières au dos des sièges et des vitres arrière électriques (sur la version 5 portes). L'habitacle devient également plus cossu avec l'apparition d'inserts de chrome et d'une planche de bord moussée et un confort supérieur avec le siège passager qui devient réglable en hauteur. De plus l'esthétique extérieure est améliorée avec des jantes alu 15" (modèle Riverside à partir de 2012), des rétroviseurs et les poignées de portes dans la teinte du véhicule, les feux de jour placés dans le bouclier avant et une baguette chromée sur la calandre.
- Sportline (ou Highline), nouvelle finition haut de gamme ajoutant à une dotation déjà riche des sièges sport, des jantes alliage de 16 pouces et une calandre chromée pour l'aspect esthétique ainsi qu'un radar de recul, des feux antibrouillards, une climatisation automatique Climatronic, le pack Visibilité incluant le rétroviseur intérieur jour-nuit et les essuie-glaces automatiques, un accoudoir central avant avec rangement et un système multimédia MEDIA-IN avec interface USB permettant de connecter des sources audio extérieures. Plus anecdotique, cette finition voit l'apparition de tiroirs sous les sièges avant et la console centrale devient gris poivre métallisé.

| 1.2 60          |
| 1.2 70          |
| 1.4 85          |
| 1.4 85 DSG      |
| 1.2 TSI 105     |
| 1.2 TSI 105 DSG |
| 1.4 TSI 140     |
| 1.4 TSI 140 DSG |
| 1.4 TSI 180 DSG |
| 2.0 TSI 220     |
| 1.2 TDI 75      |
| 1.6 TDI 75      |
| 1.6 TDI 90      |
| 1.6 TDI 90 DSG  |
| 1.6 TDI 105     |

### Motorisations

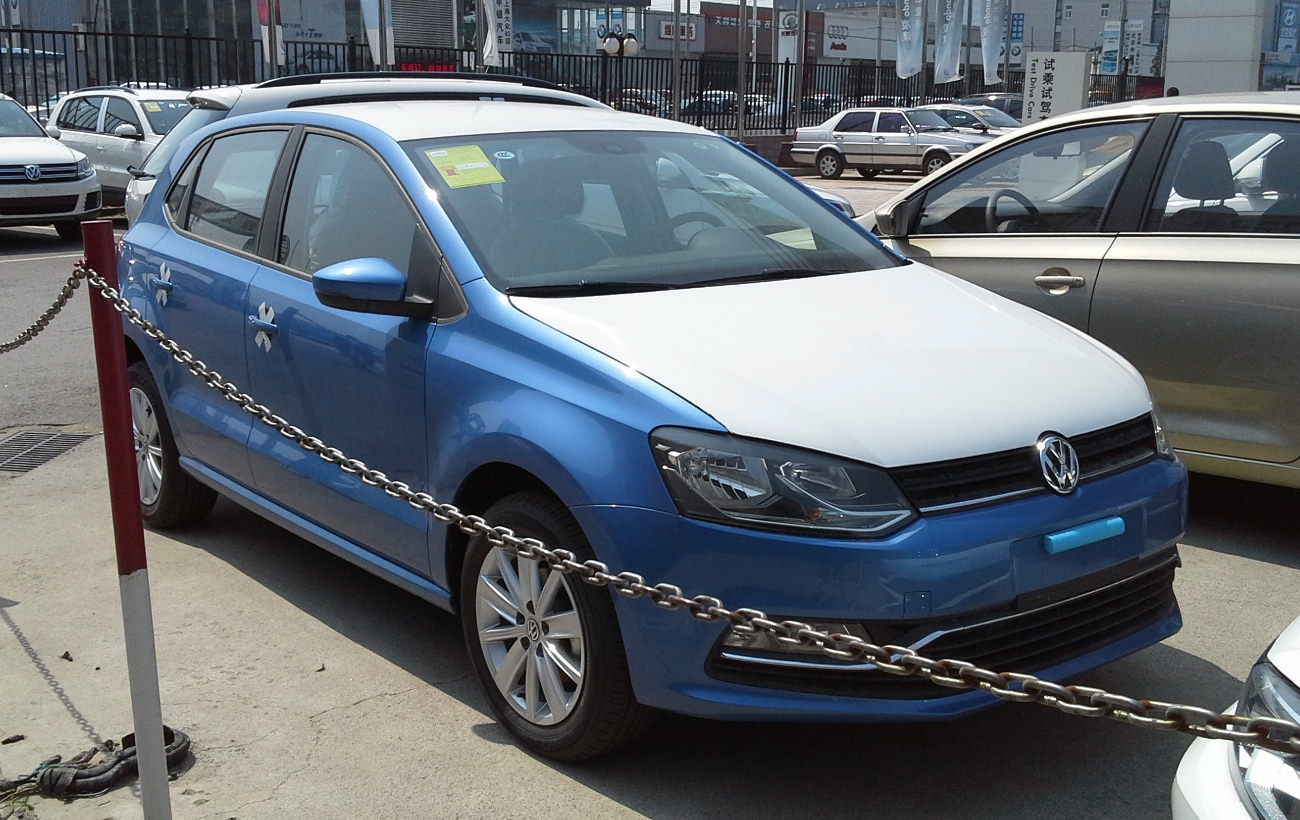
Polo V en Chine

Pour ce qui est des moteurs à essence, la Polo V reçoit les moteurs de la Polo IV sans grand changement hormis le moteur 1.4 dont la puissance passe à 85 ch. En outre, un tout nouveau 1.2 TSI d'une puissance de 105 chevaux fait son apparition. Côté Diesel, les anciens 1.4 et 1.9 TDI à injecteurs-pompes sont abandonnés pour un nouveau bloc 1.6 TDI doté du système Common rail et se déclinant en 3 puissances : 75, 90 et 105 ch. La technologie BlueMotion est également étendue à ce modèle (1.6 TDI 75 et 90 ch). Un 1.2 TDI de 75 ch est arrivé courant 2010 pour remplacer le 1.6 TDI de même puissance. Le 1.2 TDI est annoncé à 3,4 L/100 km soit 89 g de CO2 par km.
| Moteur          | Type                       | Suralimentation                                         | Cylindrée | Puissance                      | Couple                           | Boîte             | Vitesse max. | CV (France) | Eco-Bonus |
| --------------- | -------------------------- | ------------------------------------------------------- | --------- | ------------------------------ | -------------------------------- | ----------------- | ------------ | ----------- | --------- |
| Moteurs Essence |                            |                                                         |           |                                |                                  |                   |              |             |           |
| 1.2             | 3 cylindres en ligne - 12S | -                                                       | 1 198 cm3 | 60 ch à 5 200 tr/min           | 10,8 mkg à 3 000 tr/min          | BM5               | 157 km/h     | 4           | 0 €       |
| 1.2             | 3 cylindres en ligne - 12S | -                                                       | 1 198 cm3 | 70 ch à 5 400 tr/min           | 11,2 mkg à 3 000 tr/min          | BM5               | 165 km/h     | 4           | 0 €       |
| 1.2 TSI         | 4 cylindres en ligne - 8S  | 1 turbo + intercooler Injection directe                 | 1 197 cm3 | 105 ch à 5 000 tr/min          | 17,5 mkg de 1 550 à 4 100 tr/min | BM6               | 190 km/h     | 5           | 0 €       |
| 1.2 TSI         | 4 cylindres en ligne - 8S  | 1 turbo + intercooler Injection directe                 | 1 197 cm3 | 105 ch à 5 000 tr/min          | 17,5 mkg de 1 550 à 4 100 tr/min | DSG7 DQ200        | 190 km/h     | 5           | 0 €       |
| 1.4             | 4 cylindres en ligne - 16S | -                                                       | 1 390 cm3 | 85 ch à 5 000 tr/min           | 13,2 mkg à 3 800 tr/min          | BM5               | 177 km/h     | 5           | 0 €       |
| 1.4             | 4 cylindres en ligne - 16S | -                                                       | 1 390 cm3 | 85 ch à 5 000 tr/min           | 13,2 mkg à 3 800 tr/min          | DSG7 DQ200        | 177 km/h     | 5           | 0 €       |
| 1.4 TSI ACT     | 4 cylindres en ligne - 16S | 1 turbo + intercooler Injection directe                 | 1 390 cm3 | 140 ch à 4 500 à 5 600 tr/min  | 250 N m de 1 500 à 3 500 tr/min  | BM6               | 210 km/h     | 7           | 0 €       |
| 1.4 TSI ACT     | 4 cylindres en ligne - 16S | 1 turbo + intercooler Injection directe                 | 1 390 cm3 | 140 ch à 4 500 à 5 600 tr/min  | 250 N m de 1 500 à 3 500 tr/min  | DSG7 DQ200        | 210 km/h     | 7           | 0 €       |
| 1.4 TSI         | 4 cylindres en ligne - 16S | 1 turbo + 1 compresseur + Intercooler Injection directe | 1 390 cm3 | 180 ch à 6 200 tr/min          | 250 N m de 2 000 à 4 500 tr/min  | DSG7 DQ200        | 223 km/h     | 10          | 0 €       |
| 2.0 TSI         | 4 cylindres en ligne - 16S | 1 turbo + intercooler injection directe                 | 1 984 cm3 | 220 ch de 4 500 à 6 300 tr/min | 350 N m de 2 500 à 4 400 tr/min  | BM6               | 243 km/h     | 13          | 0 €       |
| Moteurs Diesel  |                            |                                                         |           |                                |                                  |                   |              |             |           |
| 1.2 TDI         | 3 cylindres en ligne - 12S | 1 turbo + intercooler Common rail FAP                   | 1 199 cm3 | 75 ch à 4 200 tr/min           | 18,0 mkg à 2 000 tr/min          | BM5               | 170 km/h     | 4           | 200 €     |
| 1.6 TDI         | 4 cylindres en ligne - 16S | 1 turbo + intercooler Common rail FAP                   | 1 598 cm3 | 75 ch à 4 000 tr/min           | 19,5 mkg à 1 500 tr/min          | BM5               | 170 km/h     | 4           | 0 €       |
| 1.6 TDI         | 4 cylindres en ligne - 16S | 1 turbo + intercooler Common rail FAP                   | 1 598 cm3 | 90 ch à 4 200 tr/min           | 23,0 mkg à 1 500 tr/min          | BM5 ou DSG7 DQ200 | 180 km/h     | 5           | 0 €       |
| 1.6 TDI         | 4 cylindres en ligne - 16S | 1 turbo + intercooler Common rail FAP                   | 1 598 cm3 | 105 ch à 4 400 tr/min          | 25,0 mkg à 1 500 tr/min          | BM5               | 190 km/h     | 5           | 0 €       |

### Variantes
Un an après la présentation de la Polo au Salon de Genève, Volkswagen présente lors de la 80e édition du même salon automobile ses nouvelles variantes de sa toute récente citadine. La Polo GTI et la CrossPolo ne sont pas des nouveautés en termes de label, puisqu'elles ont été reconduites dans cette nouvelle génération.

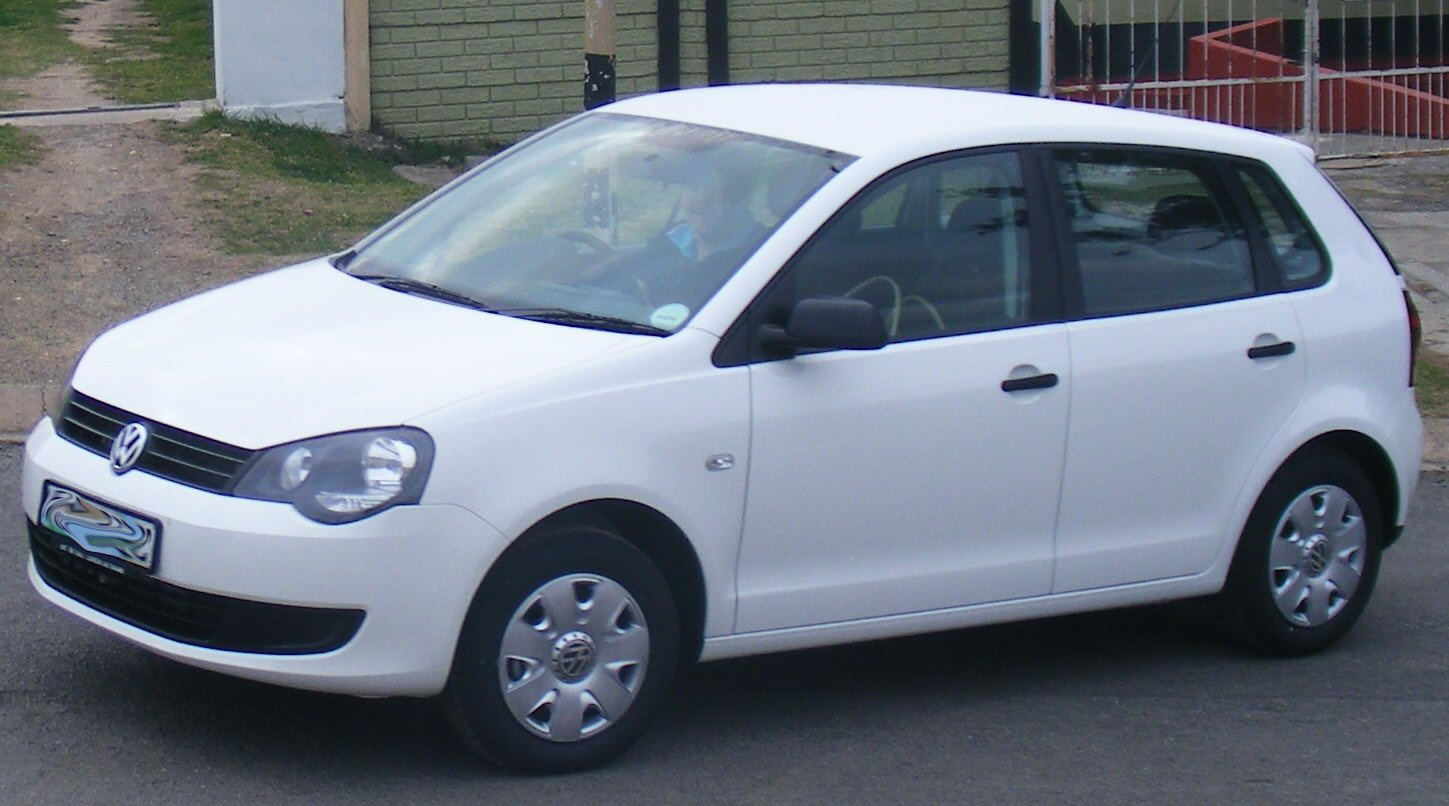
Polo V Vivo Hatch

#### Polo Vivo
La Polo Vivo est une Polo bon marché vendue en Afrique. Elle est animée par un moteur 1.4 (74 ch et 85 ch) et un autre 1.6 (103 ch) et est disponible en version 3 ou 5 portes. Elle est dotée des finitions suivantes :
- Hatch : Version de base avec volant trois branches, autoradio Bluetooth USB+AUX, direction assistée, verrouillage centralisé à distance, climatisation manuelle, vitres avant électriques.

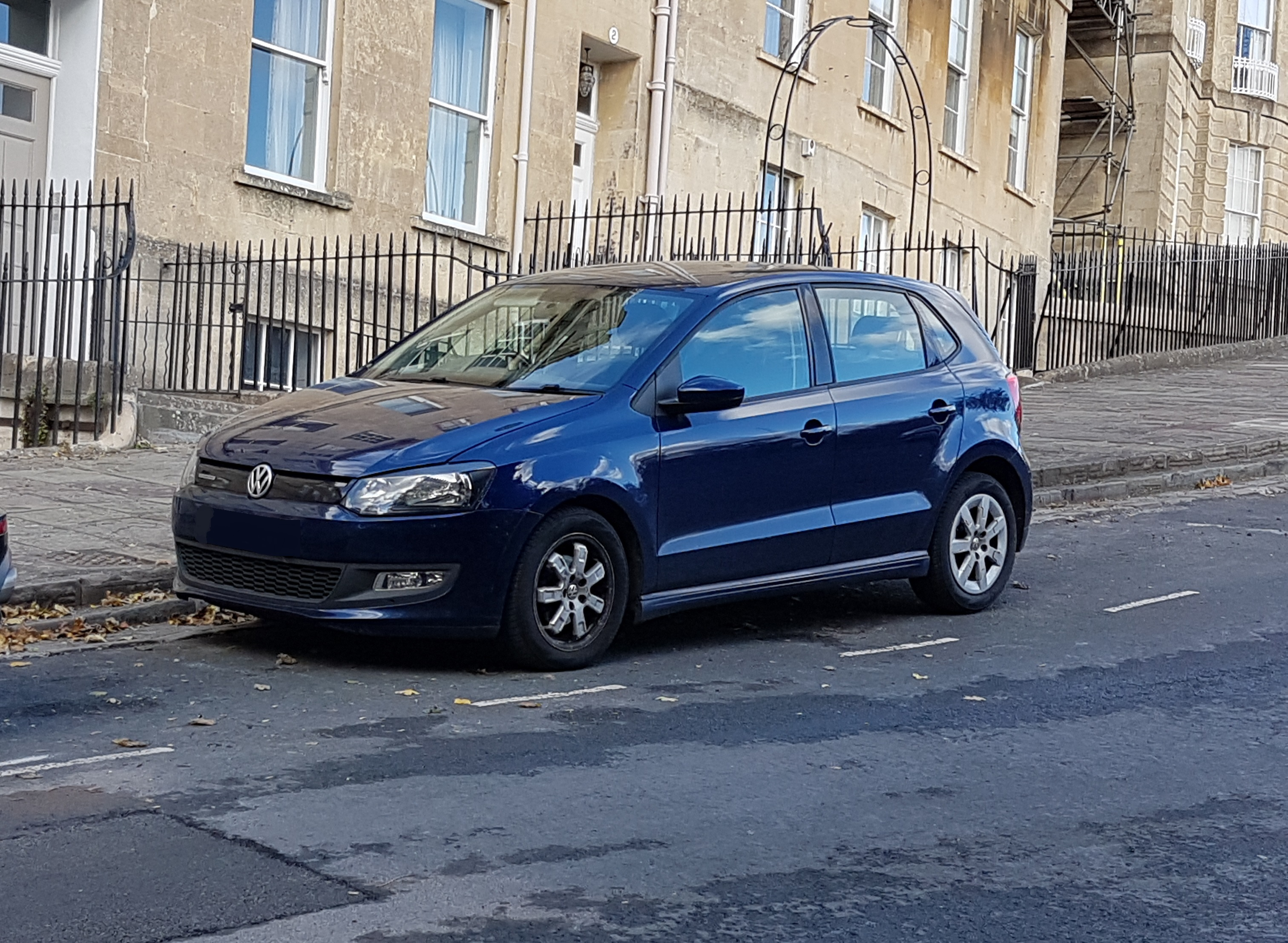
Polo V bluemotion à Bath

- Polo V bluemotion à BathMaxx : Sœur de la Polo Cross avec kit baroudeur, jantes alliage 17 pouces 'Canyon', climatisation manuelle, volant cuir, écran tactile Bluetooth, barres de toit, contrôle pression pneus, vitres avant électriques.
- GT : Version sportive avec moteur 1.0 TSI 109 ch, écran tactile avec App Connect, autoradio 6 haut-parleurs Bluetooth/USB, climatisation manuelle, accoudoir avant, vitres avant électriques, contrôle pression pneus, ordinateur de bord.Polo Sedan

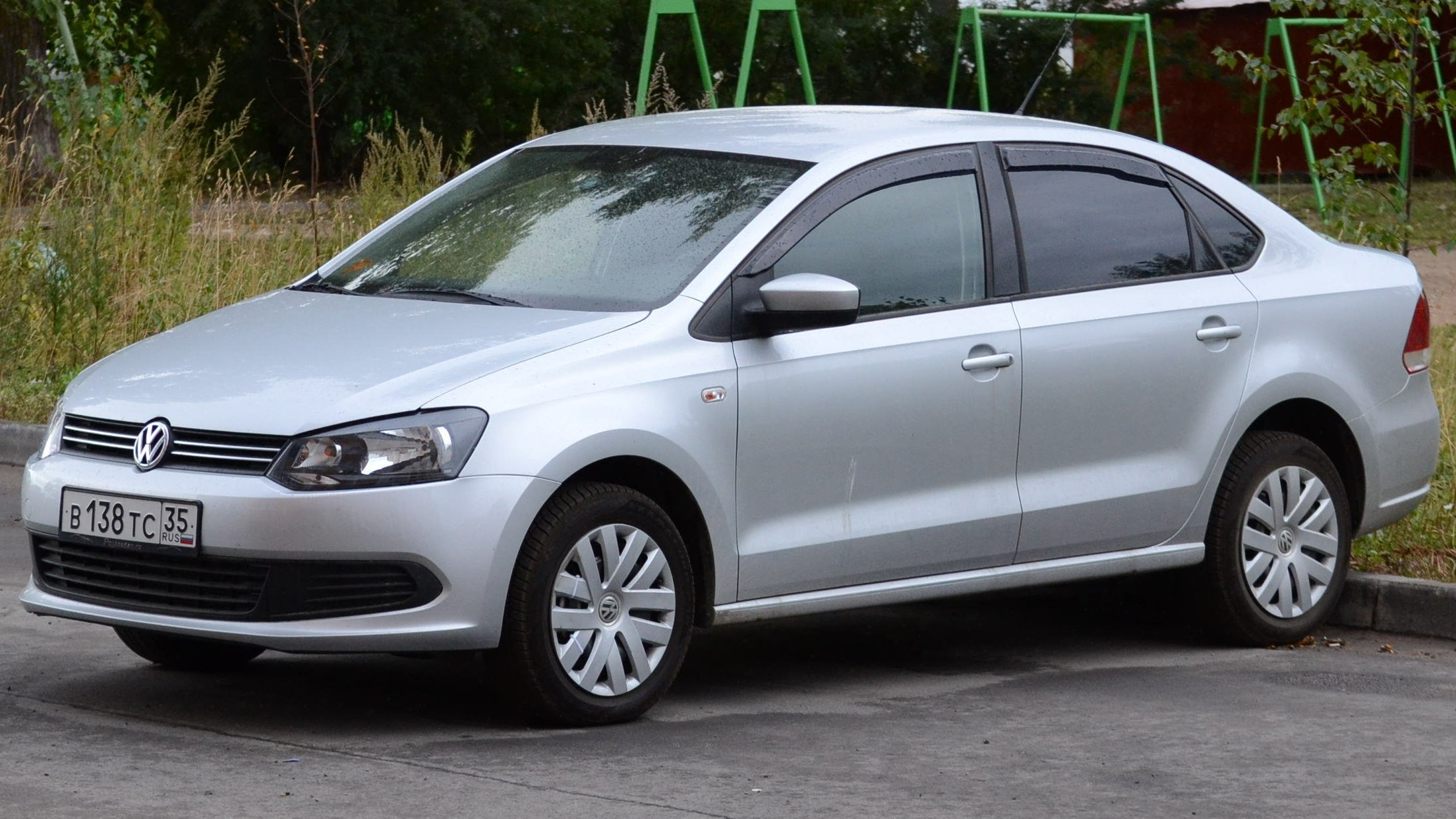
Polo Sedan

- Sedan :Version berline existant sous toutes les finitions.

#### Polo GTI

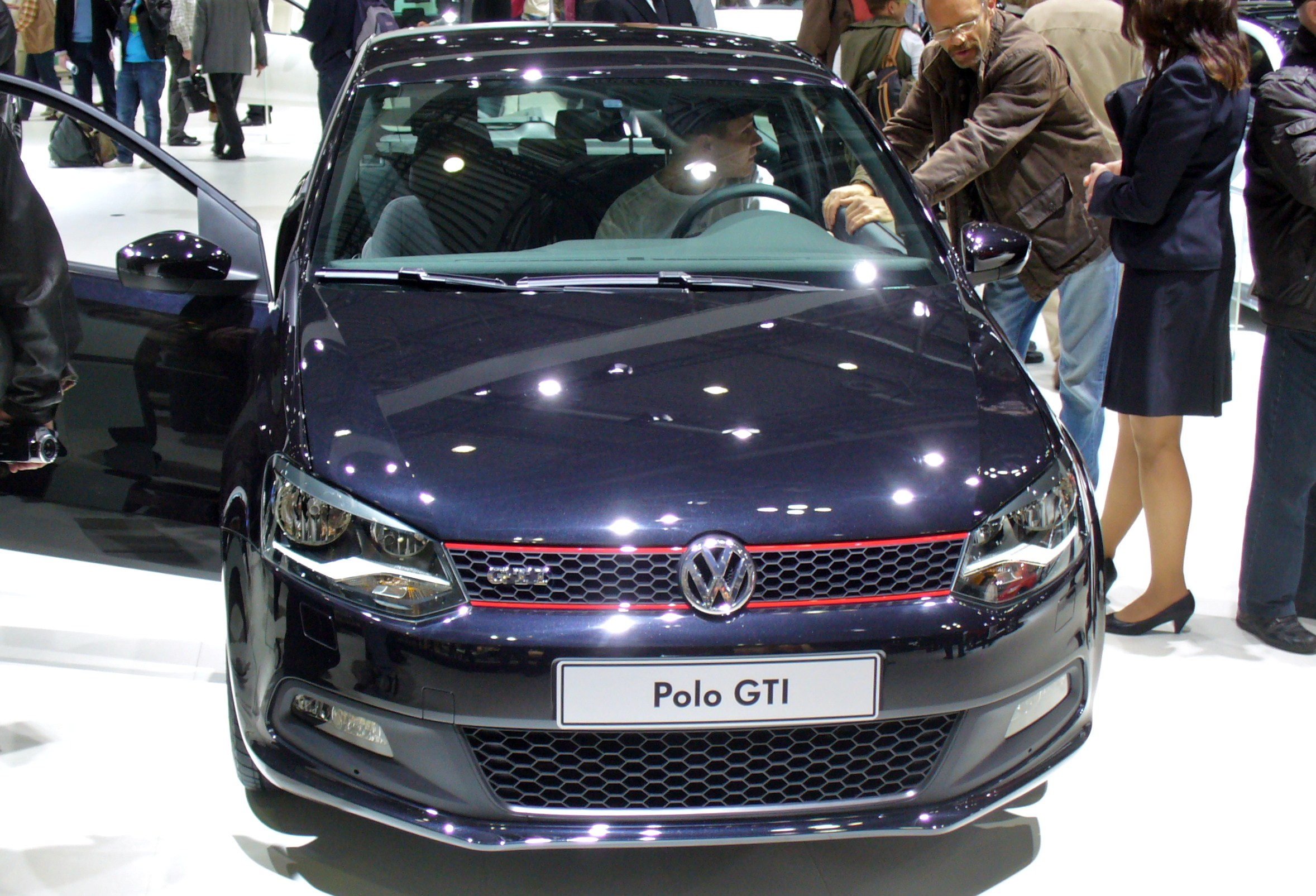
La Volkswagen Polo V GTI.

Le label sport de la gamme Volkswagen est reconduit sur sa citadine. Cette version est dotée d'un moteur 1,4 L TSI (turbo et compresseur) de 180 chevaux et d'une boîte automatique DSG à 7 rapports. Cette motorisation est partagée avec d'autres citadines du groupe Volkswagen : Seat Ibiza Cupra, Skoda Fabia RS ainsi que de l'Audi A1 qui bénéficie de 5 chevaux supplémentaires.
Au niveau performances, elle peut effectuer un 0-100 km/h en 6,9 secondes avec une vitesse de pointe de 229 km/h. La consommation moyenne annoncée est de 5,9 litres/100 km. Le châssis est rabaissé de 15 mm et les suspensions sont plus fermes.
Concernant la finition et les équipements, la Polo GTI est revêtue d'une sellerie GTI semblable à celle de la Golf portant le même label, avec un tissu à carreaux. À noter également des optiques à LED, des jantes 17 pouces ainsi qu'une double sortie d'échappement. En nouveauté dans le catalogue, la Polo GTI propose en option un toit panoramique à ouverture électrique.
Son prix débute à environ 27 000 €[évasif].

#### CrossPolo

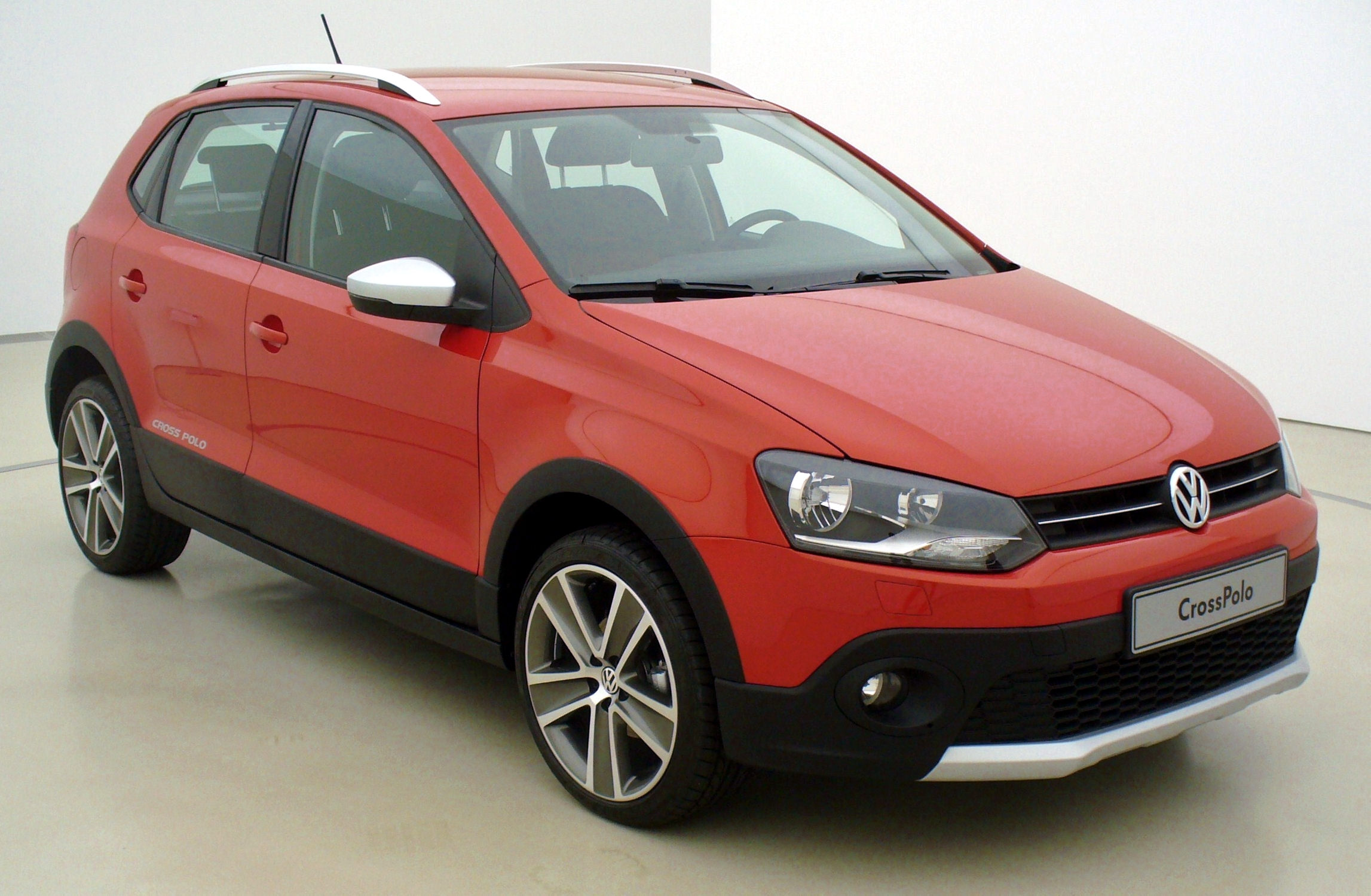
La Volkswagen CrossPolo V.

La CrossPolo est de retour avec des couleurs vives, des protège-carters et des barres de toit bien visibles. Elle reste cependant très proche de sa sœur citadine. Équipée d'une finition particulière avec sa sellerie colorée et ses jantes sportives, elle a une garde au sol augmentée.
Son prix débute à environ 16 500 €[évasif].

#### Bluemotion
Pour la Polo Bluemotion, le constructeur annonce une consommation de 3,4 litres au 100 km (une émission de 89 grammes). Pour cela elle bénéficie d'un moteur de 3 cylindres : le 1.2 TDI de 75 ch, le châssis est abaissé de 15 mm pour améliorer la pénétration de l'air dans la Polo, la calandre de couleur noire laquée est obstruée, les pneumatiques sont des gommes à faible résistance au roulement. Cette finition dispose également d'un système Stop & start utile en ville ou dans les bouchons ; en effet le moteur s'éteint automatiquement lorsque la voiture est à l'arrêt, les rapports de vitesse sont également rallongés.
Cette Polo bénéficie d'un ordinateur de bord pour permettre au conducteur de visualiser sa consommation instantanée, de l'ESP avec le système de maintien en côte, des projecteurs antibrouillard, de jantes en alliage léger profilées.
Son prix débute à environ 16 000 €[évasif].

#### BlueGT
Lors du Salon international de l'automobile de Genève 2012, Volkswagen présente le concept de la Polo BlueGT, un compromis entre un modèle sportif (GT) et économique (Blue). Le modèle, bénéficiant du désactivateur de cylindres ACT et du Stop & Start, est équipé du 1,4 L TSI de 140 ch pour 250 N m de couple, atteignant les 210 km/h pour un 0 à 100 km/h exécuté en 7,9 secondes, pour une consommation en cycle mixte de 4,5 L/100 km et un rejet de CO2 de 105 g/km.

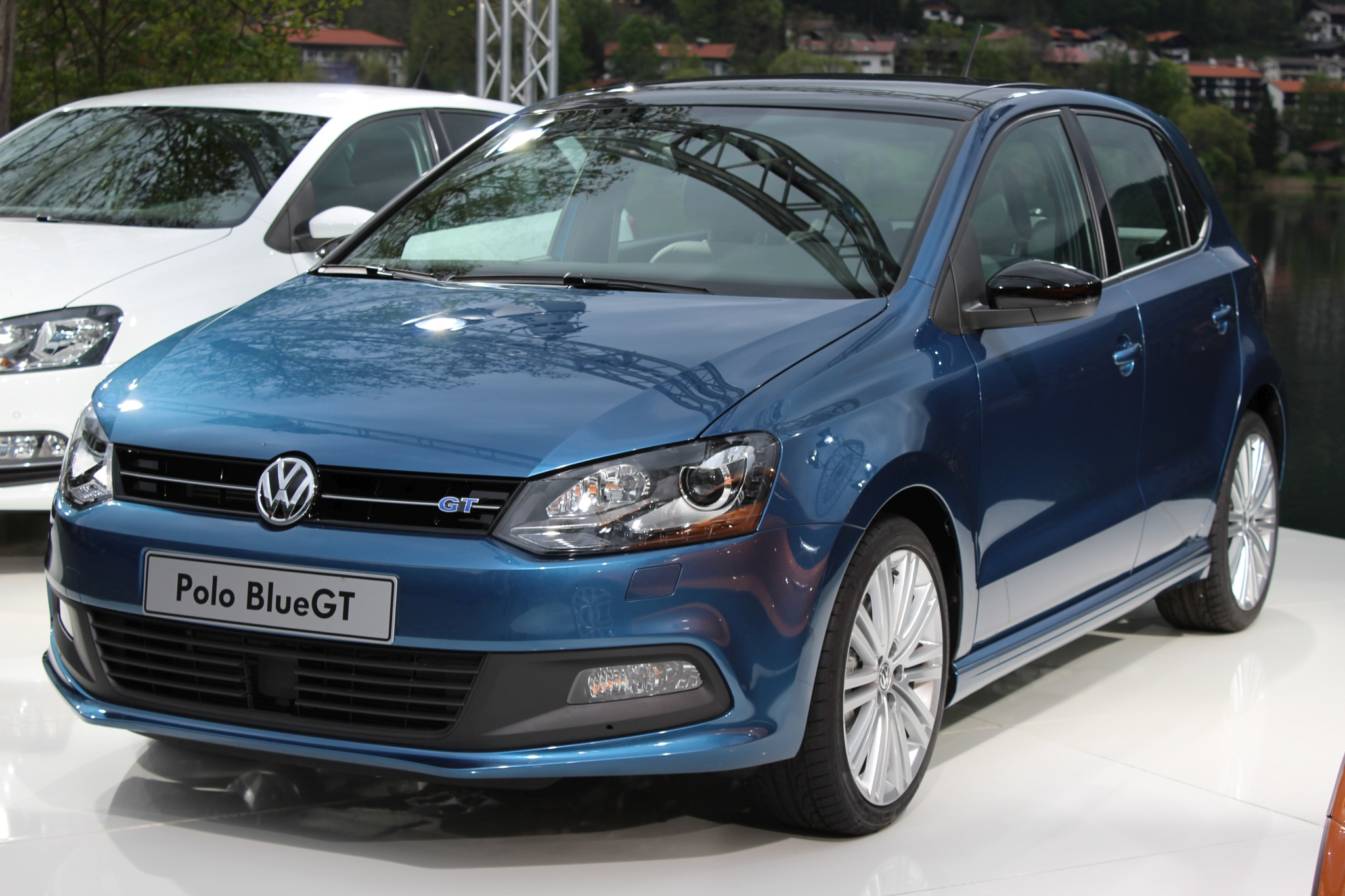
La Blue GT

Esthétiquement parlant, cette Polo reçoit quelques éléments de sa sœur GTI tels que le spoiler, les pare-chocs modifiés avec diffuseur arrière, mais aussi des jantes en aluminium de 17 pouces et elle est rabaissée de 15 mm,. À l'intérieur, elle se pare de sièges sport à l’avant, d'un affichage multifonctions et d'un régulateur de vitesse, tandis que l’ESP, les airbags frontaux et tête/thorax et la direction assistée électro-hydraulique sont de série et est proposée avec une boîte manuelle 6 vitesses et en double embrayage DSG 7 vitesses.
Son prix débute à environ 23 000 €[évasif].

#### Polo R WRC

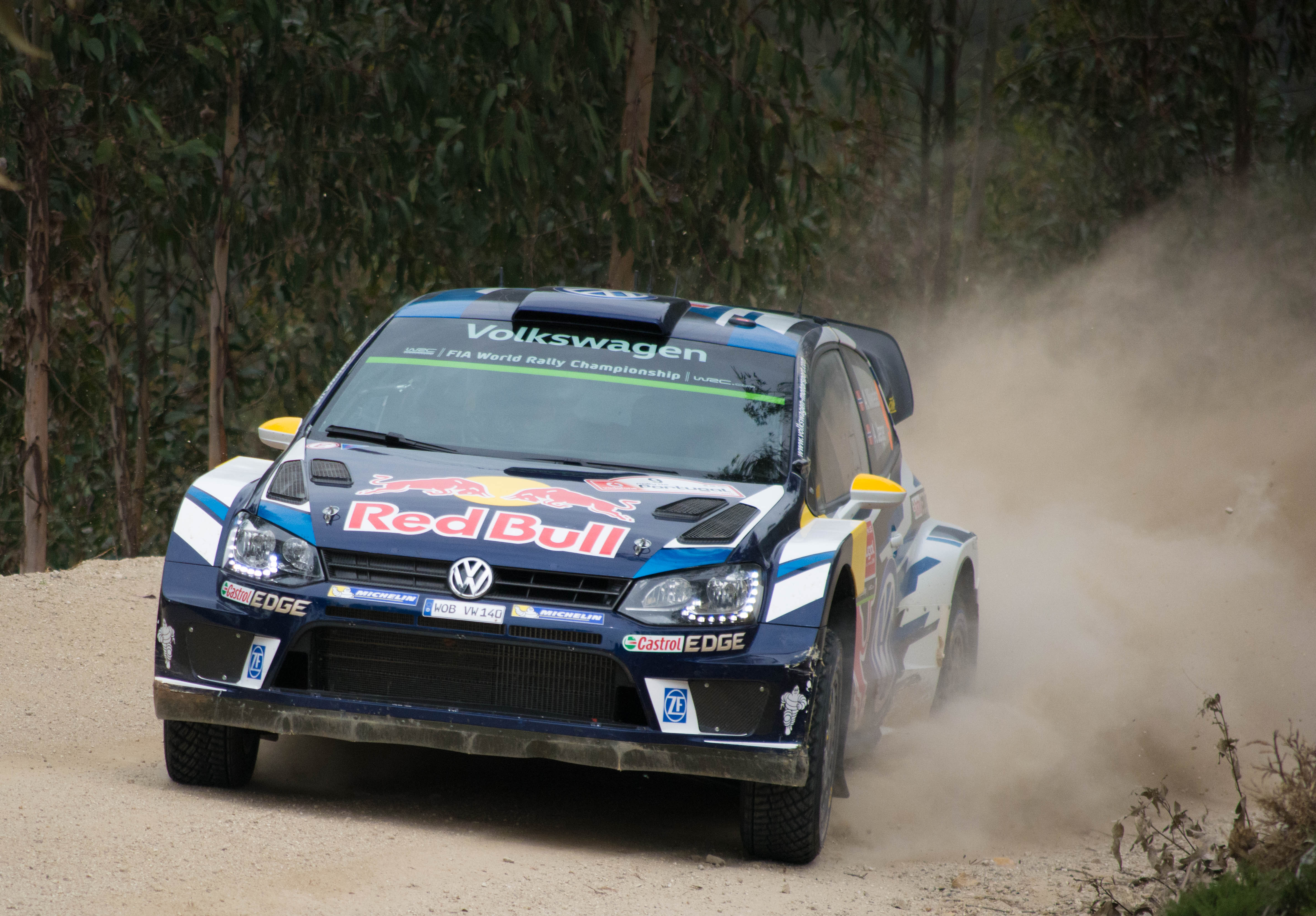
La Polo R WRC 2016

En 2013, l'écurie Volkswagen Motorsport est entrée à part entière dans le Championnat du monde des rallyes en lançant trois Polo R WRC dans la compétition, aux commandes desquelles évoluent les équipages Sébastien Ogier/Julien Ingrassia, Jari-Matti Latvala/Miikka Anttila et Andreas Mikkelsen/Mikko Markkula (fi). La voiture a été dévoilée officiellement en mai 2011 et, après une période d'essais et de mise au point qui dura jusqu'à fin 2012, elle connaît des débuts en compétition prometteurs, Sébastien Ogier se plaçant rapidement en tête du championnat avant de décrocher le titre de champion du monde dès le rallye de France-Alsace 2013. Lors de la manche suivante, le rallye de Catalogne, Volkswagen empoche le titre constructeurs grâce aux bonnes performances de la Polo R WRC et aux excellents résultats d'Ogier et de Latvala, ceux-ci dépassant largement les objectifs que la firme s'était fixée en début de saison. Les saisons suivantes confirment ces résultats, les pilotes des trois Polo R WRC remportant les trois premières places du championnat en 2014 et 2015 ainsi que la première et troisième place en 2016. À la fin de la saison 2016, Volkswagen a annoncé son retrait du championnat du monde des rallyes après la dernière course de la saison.
Côté mécanique, la voiture a une cylindrée de 1 600 cm3, et une puissance de 315 chevaux. En 2015, la voiture reçoit un nouveau moteur de 318 ch et une boîte de vitesses hydraulique.
Résultats en WRC :
Constructeurs :

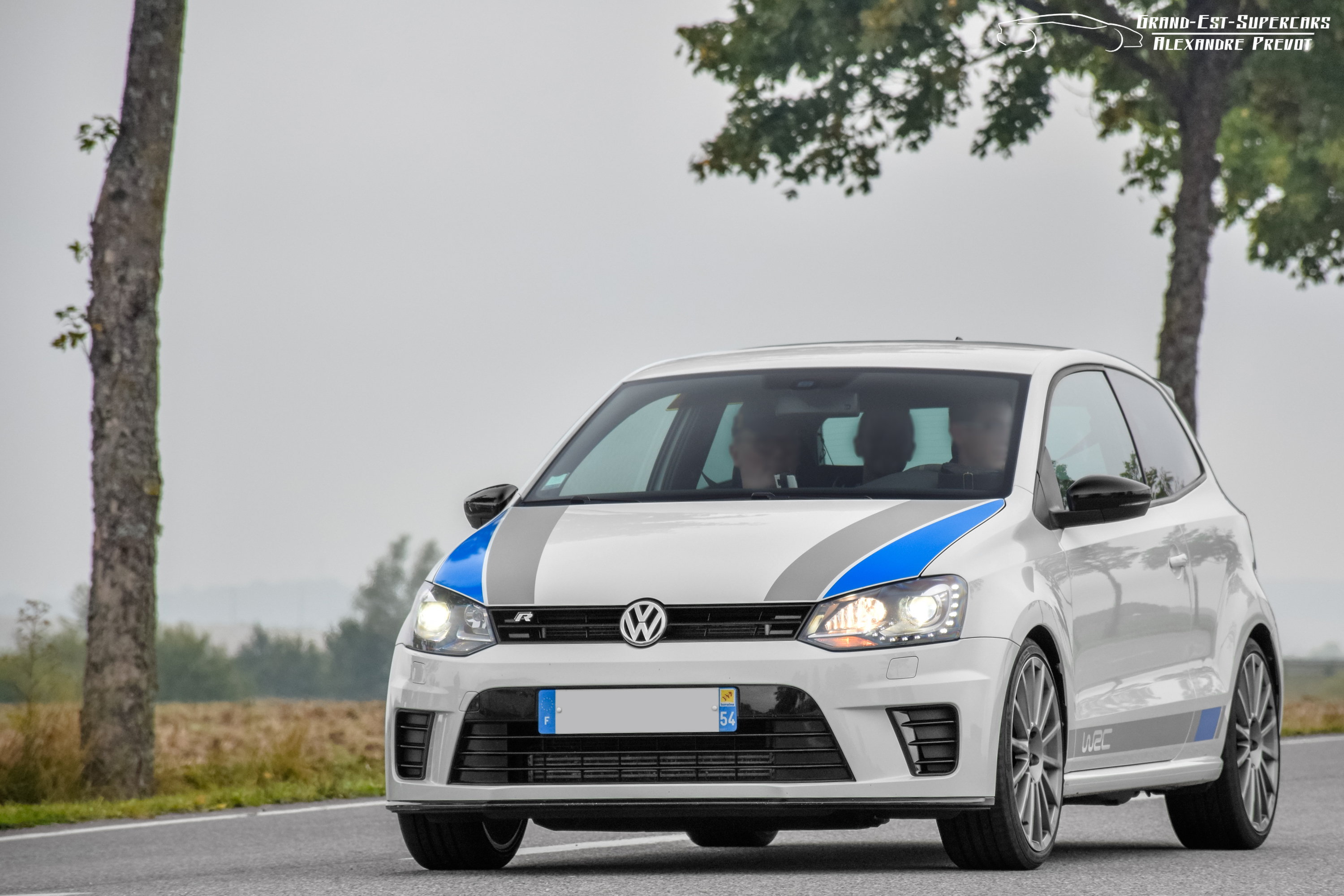
La version civile de la Polo R WRC

- Champion du monde: 2013, 2014, 2015 et 2016;

Pilotes:
- Champion du monde: 2013, 2014, 2015 et 2016 avec Sébastien Ogier;
  - 2e du championnat du monde: 2014 et 2015 avec Jari-Matti Latvala
    - 3e du championnat du monde: 2013 avec Jari-Matti Latvala et 2014, 2015 et 2016 avec Andreas Mikkelsen.

Victoires:
- 2013 (10) : Suède, Mexique, Portugal, Acropole, Sardaigne, Finlande, Australie, Alsace, Catalogne et Grande-Bretagne;
- 2014 (12) : Tous les rallyes sauf celui d'Allemagne
- 2015 (12) : Tous les rallyes sauf celui d'Argentine
- 2016 (13) : neuf rallyes sur treize

À la fin de 2013, à la suite de la participation au championnat FIA de WRC la firme allemande se trouve dans l’obligation de produire en version civile une version de la Polo R pour raisons d'homologation.
Volkswagen choisit donc d'étoffer la gamme de sa citadine. C’est donc avec un 2 litres TSI affichant 220 ch et 350 N m (bloc EA113) que la Polo R WRC est destinée à attirer une clientèle de passionnés. Équipé d’un turbocompresseur qui provient de la Golf 6 R ainsi que de la Scirocco R (avec 50 chevaux en moins), le modèle pourra atteindre le 0 à 100 km en 6 secondes 4 ainsi qu’une vitesse de pointe de 243 km/h. Pour accentuer le côté sportif, un kit carrosserie est prévu avec de nouveaux pare-chocs, un spoiler et une double sortie d'échappement ainsi que des décorations rappelant la version de courses du championnat de WRC. L'intérieur gagne quant à lui une sellerie spécifique avec des sièges baquets, un volant en Alcantara. Du côté des équipements, des sièges chauffants et un système de radionavigation GPS (RNS 315) sont prévus.

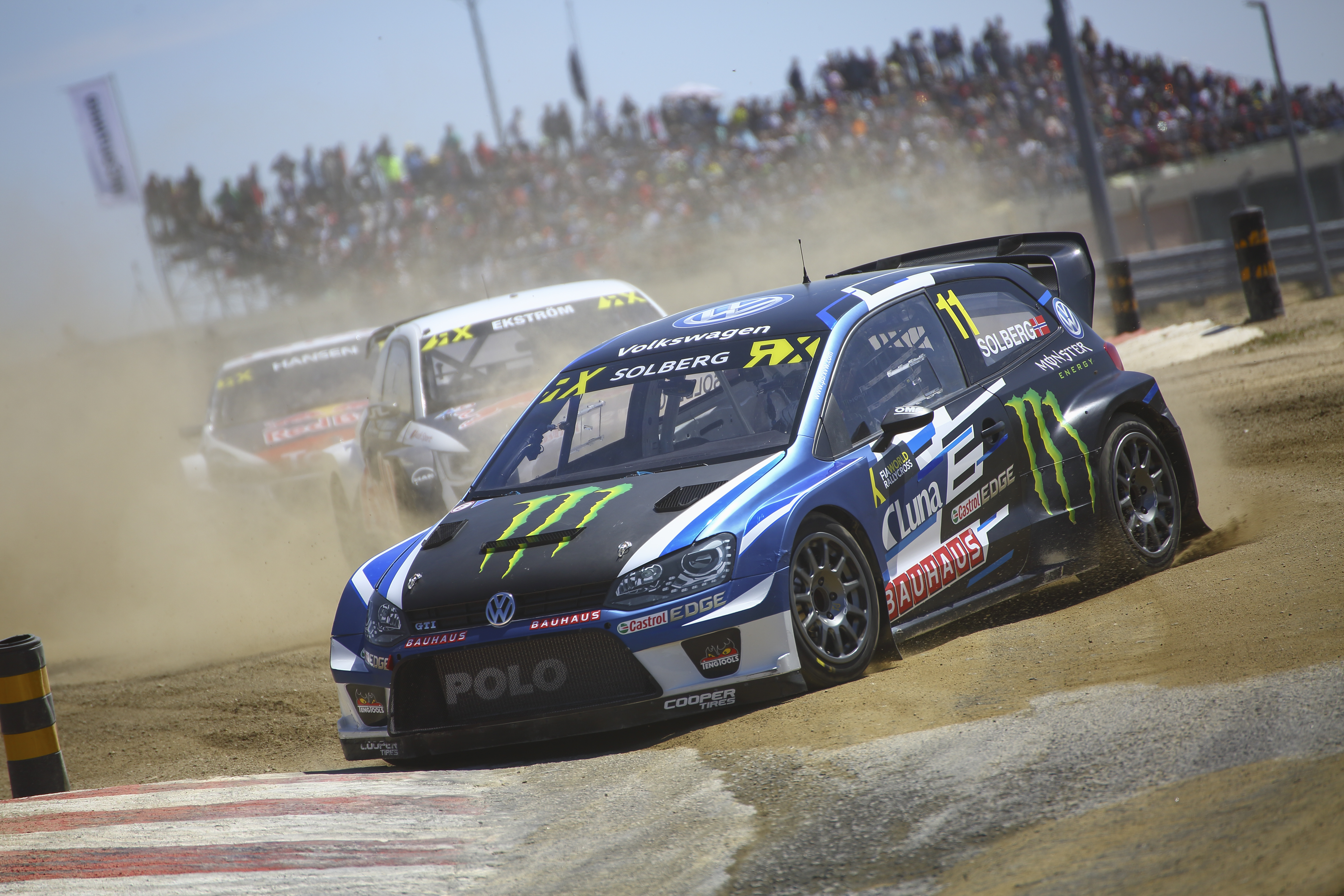
Petter Solberg et sa Polo GTI Supercar en 2017

#### Polo GTI Supercar
Après l’arrêt du programme WRC en 2016, Volkswagen se tourne vers le spectaculaire championnat du monde de rallycross FIA pour continuer son programme sportif officiel. Le constructeur décide de créer avec la structure de Petter Solberg le PSRX Volkswagen Sweden. Afin de répondre à la réglementation Supercar du championnat, Volkswagen Motorsport utilise des Polo WRC modifiées, avec un moteur beaucoup plus puissant, un 2.0 L turbo d'environ 600 ch, ainsi que l'abandon de tout pilotage électronique des différentiels. Le constructeur dévoile la Polo GTI Supercar la semaine avant la première épreuve du championnat. Dès les premières courses, la voiture fait forte impression aux mains de Petter Solberg et Johan Kristoffersson, mais il faut attendre la quatrième épreuve du championnat pour obtenir une première victoire.

#### Ameo
La Volkswagen Ameo est une berline sous-compacte lancée par le constructeur allemand Volkswagen sur les marchés indiens le 5 juin 2016. Fabriquée en Inde et vendue sur les marchés indiens dans le segment des sous-compactes, elle est commercialisée comme "Ingénierie allemande avec un cœur indien ".

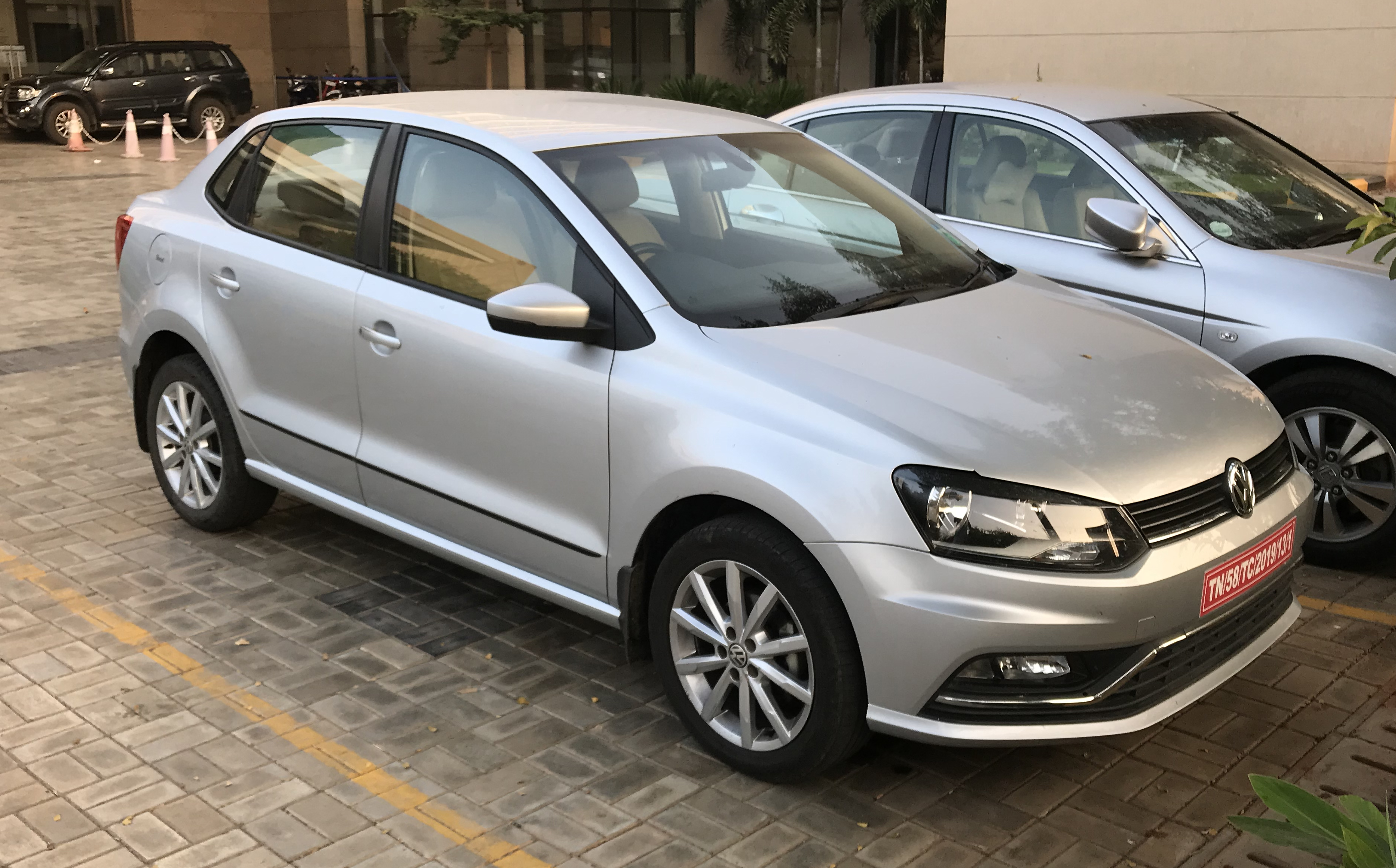
L'Ameo vue de derrière

L'Ameo est la première berline de la catégorie B de Volkswagen à combler le fossé entre deux autres offres en Inde: la Volkswagen Polo et la Volkswagen Vento. Son devant est le même que la Polo V.
Côté motorisation, Volkswagen a propulsé la berline Ameo avec un moteur à essence de 1,2 litre (74 ch, couple de 110 N m) et un moteur Diesel 1.5 TDI (108 ch, couple de 250 N m).

### Coloris
| Peintures unies      |                 |                           |
|                      | Blanc Candy     |                           |
|                      | Bleu Océan      |                           |
|                      | Jaune Savane    |                           |
|                      | Noir            |                           |
|                      | Orange Magma    | Uniquement sur CrossPolo  |
|                      | Rouge Flash     |                           |
| Peintures métalisées |                 |                           |
|                      | Bleu Glacier    | Uniquement sur BlueMotion |
|                      | Bleu Shadow     |                           |
|                      | Gris Poivré     |                           |
|                      | Orange Vulcain  |                           |
|                      | Reflet d'Argent |                           |
|                      | Reflet de Sable | Uniquement sur CrossPolo  |
| Peintures nacrées    |                 |                           |
|                      | Noir Intense    |                           |

## Polo V Phase 2 (6C1): 2014 - 2017

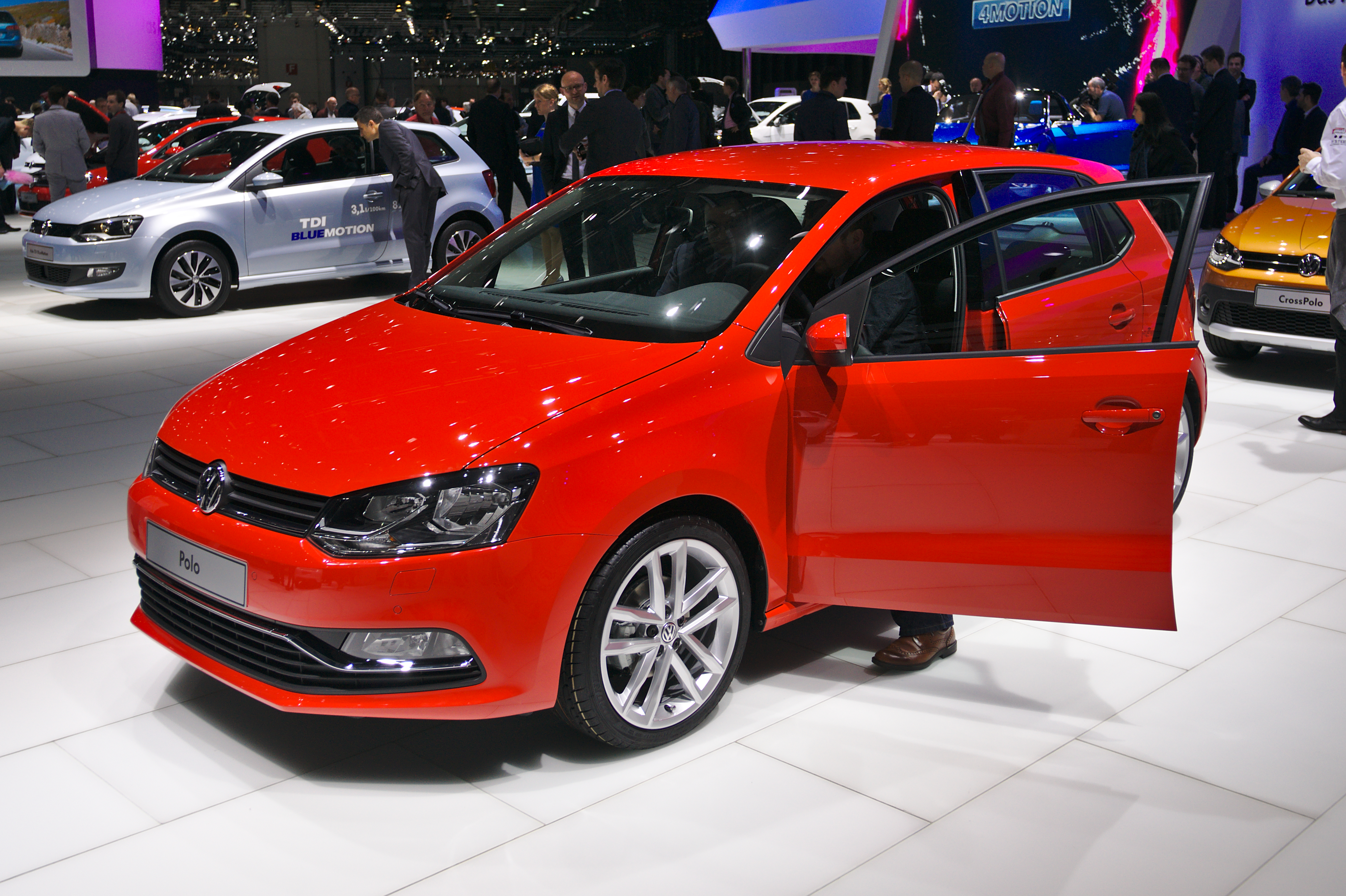
VW Polo V restylée

Dévoilée officiellement le 28 janvier 2014, la Polo V phase 2 est arrivée sur le marché en avril 2014, arborant un nouveau bouclier avant et arrière, des phares avant et arrière au masque interne redessiné, de nouvelles jantes et de nouveaux coloris. Côté équipements, des feux avant à LED, un régulateur actif, un système de freinage d'urgence en ville, un nouvel interface tactile Bluetooth, une caméra de recul et un système de détection de fatigue font partie des nouveautés.
Côté moteurs, un nouveau et unique 3 cylindres 1.4 TDI remplace les précédents 1.2 TDI et 1.6 TDI, avec trois niveaux de puissance : 75, 90 et 105 ch, couvrant ainsi les mêmes puissances avec un seul bloc moteur. Ce moteur affecté par un manque de régularité cyclique sera abandonné sur la version suivante (Polo VI), qui reviendra (comme sur la Polo V - Phase 1) avec un moteur TDI 4 cylindres 1.6 litre.
En essence, le 1.4 atmosphérique de 85 ch et le 1.2 TSI de 105 ch sont remplacés par un nouveau 1.2 TSI turbo-compressé de respectivement 90 et 110 ch. Côté entrée de gamme, les deux 1.2 trois cylindres de 60 ch et 70 ch, disparaissent au profit du bloc 1.0 atmosphérique trois cylindres de la up! en deux niveaux de puissance (60 ch et 75 ch). Enfin, les finitions supérieures à la Sportline voient également leurs puissances augmentées : le 1.4 TSI ACT de la BlueGT passe à 150 ch (+10) et le 1.4 TSI de la GTI est remplacé par un 1.8 TSI de 192 ch désormais disponible en boîte mécanique à 6 rapports ou DSG 7.
Toutes ces nouvelles motorisations adoptent les normes Euro 6 permettant de baisser les émissions de CO2.

### Gamme
La gamme de la Polo V phase 2 retrouve les 3 finitions de la phase 1 et ajoute une nouvelle série spéciale en 2016:
- Trendline, finition d'entrée de gamme dotée d'origine de 4 airbags, de l'alerte de perte de pression des pneus, d'une banquette arrière 2/3 1/3 avec double plancher de coffre, d'une calandre noire avec baguette chromée, d'un correcteur électronique de trajectoire ESP avec ABS, d'une aide au démarrage en côte, d'un dispositif de freinage anti-multicollision, d'un dispositif de détection de fatigue du conducteur, d'un auto-radio avec 4 haut-parleurs, d'un régulateur de vitesse, de rétroviseurs électriques et dégivrants, de sièges avant réglables en hauteur, d'un Stop & Start avec récupération de l’énergie au freinage (sauf 1.0 60 ch et 1.0 115 ch), d'un verrouillage centralisé avec télécommande et de vitres avant (3 portes) et arrière (5 portes) électriques.
- Confortline, finition intermédiaire qui rajoute à la finition précédente une boîte à gants réfrigérée, des boîtiers de rétroviseurs extérieurs et poignées de portes dans la couleur du véhicule, une climatisation semi-automatique Climatic, une interface Bluetooth pour téléphone portable, des jantes en alliage 15 pouces, un port USB, un système Audio & Infotainment (écran couleur tactile 13 cm, port carte SD, port USB, lecteur CD, radio), un habitacle plus cossu avec l'apparition d'inserts de chrome, une planche au revêtement moussé, des tapis de sol avant et arrière et un volant multifonction 3 branches en cuir.
- R-Line (ou Sportline), finition haut de gamme ajoutant à la finition précédente, un accoudoir central avant, une climatisation automatique Climatronic, des jantes en alliage 16 pouces Salvador, un allumage automatique des feux, des projecteurs antibrouillard avec éclairage statique d’intersection, un radar de stationnement avant/arrière, des rétroviseurs extérieurs rabattables électriquement, une roue de secours, des sièges sport à l’avant, des tiroirs sous les sièges avant et des vitres arrière et lunette arrière sur-teintées à 65 %.
- Carat idem R-Line, plus chic, jantes 16 pouces Portago, éclairage 100 % LED à l'avant, sièges avant chauffants , sellerie Alcantara.
- Cup (2014), série spéciale basée sur la Confortline, elle y rajoute le pédalier en aluminium, les sièges sport, une sellerie bi-ton beige et anthracite, les vitres arrière sur-teintées, les rétroviseurs laqués noirs et des jantes alliage 16 pouces 'Portago' anthracite.
- Lounge (2015), série spéciale basée sur la Confortline. Elle y ajoute une sellerie spécifique, le GPS tactile 16 cm Discover Media, et des jantes alliage 15 pouces spécifiques.
- Allstar (2016), série spéciale basée sur la Confortline. Elle y ajoute une sellerie spécifique, le pédalier en aluminium, le GPS tactile 16 cm Discover Media avec Car-Net App Connect permettant d'afficher certaines applications du mobile directement sur l'interface du GPS et de les piloter depuis celui-ci, une sellerie spécifique et des jantes alliage 15 pouces spécifiques.
- Edition, existe en 3 ou 5 portes, série spéciale basée sur la Trendline limitée à 2 000 exemplaires, elle a en plus l'écran tactile 13 cm avec port carte SD + USB + AUX + Bluetooth, volant + pommeau de levier de vitesse et frein à main en cuir, rétroviseurs extérieurs et poignées de porte ton carrosserie.
- Beats Audio (2016), série spéciale basée sur la Confortline limitée à 800 exemplaires, elle dispose en plus d'un système audio Beats Audio 7 haut-parleurs de 300 watts.

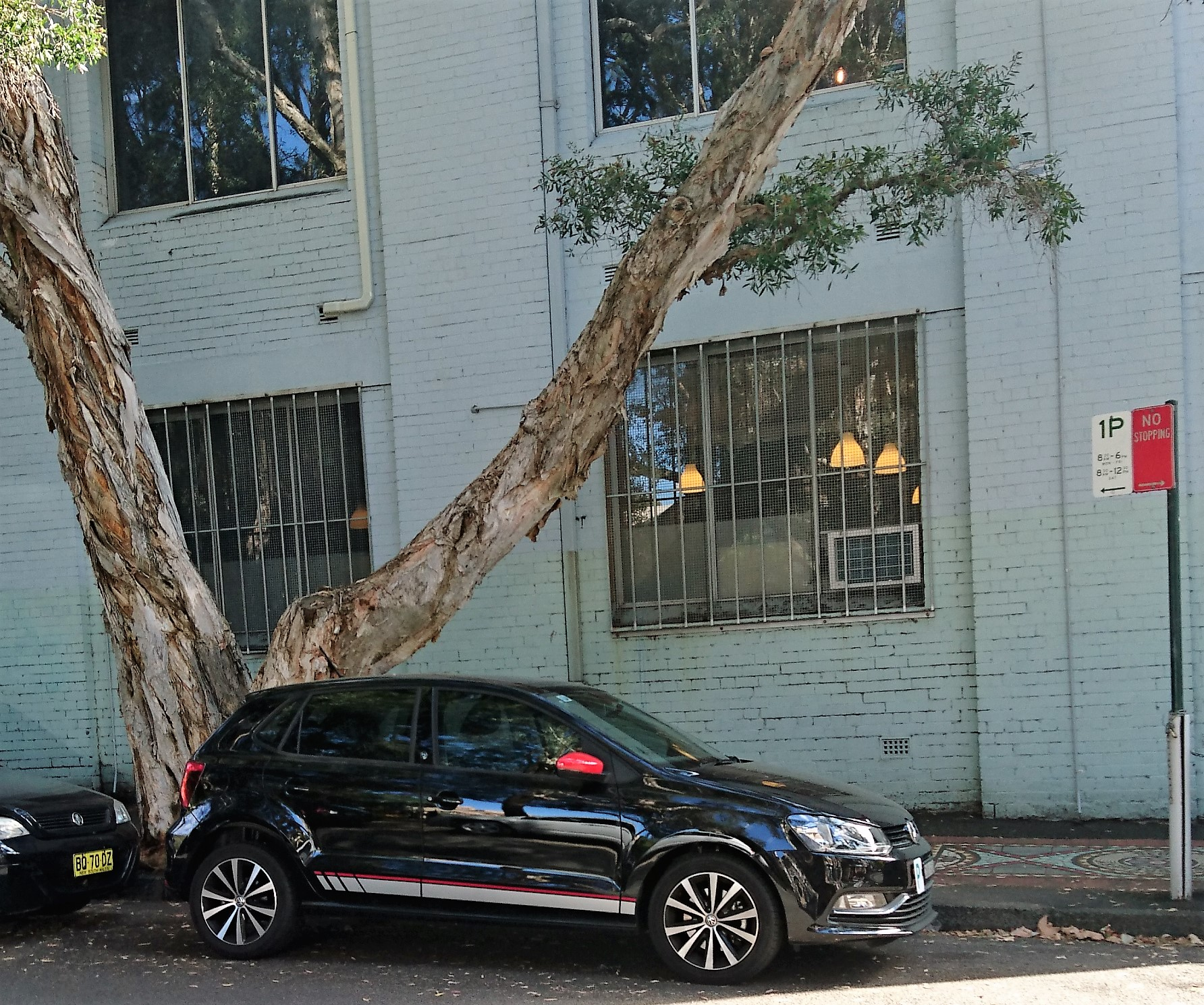
polo Beats audio

- polo Beats audioMatch, série spéciale basée sur la Confortline, elle ajoute un écran tactile de 16 cm cette fois-ci, accoudoir central avant, feux et essuie-glaces automatiques, aide au stationnement avant et arrière, rétroviseurs rabattables électriquement.

|                  | Trendline | Bluemotion | Confortline | R-Line | Blue GT | GTI |
| ---------------- | --------- | ---------- | ----------- | ------ | ------- | --- |
| 1.0 60           |           |            |             |        |         |     |
| 1.0 75           |           |            |             |        |         |     |
| 1.0 TSI 95       |           |            |             |        |         |     |
| 1.2 TSI 90       |           |            |             |        |         |     |
| 1.2 TSI 90 DSG7  |           |            |             |        |         |     |
| 1.2 TSI 110      |           |            |             |        |         |     |
| 1.2 TSI 110 DSG7 |           |            |             |        |         |     |
| 1.4 TSI 150      |           |            |             |        |         |     |
| 1.4 TSI 150 DSG7 |           |            |             |        |         |     |
| 1.8 TSI 192      |           |            |             |        |         |     |
| 1.8 TSI 192 DSG7 |           |            |             |        |         |     |
| 1.4 TDI 75       |           |            |             |        |         |     |
| 1.4 TDI 90       |           |            |             |        |         |     |
| 1.4 TDI 90 DSG7  |           |            |             |        |         |     |

### Motorisations
| Moteur          | Type                       | Suralimentation                         | Cylindrée | Puissance                     | Couple                              | Boîte | Vitesse max. | CV (France) | Eco-Bonus |
| Moteurs Essence |                            |                                         |           |                               |                                     |       |              |             |           |
| 1.0             | 3 cylindres en ligne - 12S | -                                       | 999 cm3   | 60 ch à 5 000 tr/min          | 95 N m entre 3 000 et 4 300 tr/min  | BVM5  | 161 km/h     | 4           | Neutre    |
| 1.0             | 3 cylindres en ligne - 12S | -                                       | 999 cm3   | 75 ch à 6 200 tr/min          | 95 N m entre 3 000 et 4 300 tr/min  | BVM5  | 173 km/h     | 4           | Neutre    |
| 1.0 TSI         | 3 cylindres en ligne - 12S | 1 Turbo + Intercooler Injection directe | 999 cm3   | 95 ch à 5 500 tr/min          | 160 N m entre 1 500 et 3 500 tr/min | BVM5  | 191 km/h     | 4           | Neutre    |
| 1.2 TSI         | 4 cylindres en ligne - 16S | 1 Turbo + Intercooler Injection directe | 1 197 cm3 | 90 ch à 4 800 tr/min          | 160 N m entre 1 400 et 4 000 tr/min | BVM5  | 184 km/h     | 5           | Neutre    |
| 1.2 TSI         | 4 cylindres en ligne - 16S | 1 Turbo + Intercooler Injection directe | 1 197 cm3 | 90 ch à 4 800 tr/min          | 160 N m entre 1 400 et 4 000 tr/min | DSG7  | 184 km/h     | 5           | Neutre    |
| 1.2 TSI         | 4 cylindres en ligne - 16S | 1 Turbo + Intercooler Injection directe | 1 197 cm3 | 110 ch à 5 000 tr/min         | 175 N m entre 1 500 et 4 000 tr/min | BVM6  | 196 km/h     | 6           | Neutre    |
| 1.2 TSI         | 4 cylindres en ligne - 16S | 1 Turbo + Intercooler Injection directe | 1 197 cm3 | 110 ch à 5 000 tr/min         | 175 N m entre 1 500 et 4 000 tr/min | DSG7  | 196 km/h     | 6           | Neutre    |
| 1.4 TSI         | 4 cylindres en ligne - 16S | 1 Turbo + Intercooler Injection directe | 1 395 cm3 | 150 ch à 5 000 tr/min         | 250 N m entre 1 500 et 3 000 tr/min | BVM6  | 220 km/h     | 7           | Neutre    |
| 1.4 TSI         | 4 cylindres en ligne - 16S | 1 Turbo + Intercooler Injection directe | 1 395 cm3 | 150 ch à 5 000 tr/min         | 250 N m entre 1 500 et 3 000 tr/min | DSG7  | 220 km/h     | 7           | Neutre    |
| 1.8 TSI         | 4 cylindres en ligne - 16S | 1 Turbo + Intercooler Injection directe | 1 798 cm3 | 192 ch à 4 200 à 6 000 tr/min | 320 N m entre 1 450 et 4 200 tr/min | BVM6  | 236 km/h     | 11          | -         |
| 1.8 TSI         | 4 cylindres en ligne - 16S | 1 Turbo + Intercooler Injection directe | 1 798 cm3 | 192 ch à 5 400 à 6 000 tr/min | 250 N m entre 1 300 et 5 400 tr/min | DSG7  | 236 km/h     | 10          | -         |
| Moteurs Diesel  |                            |                                         |           |                               |                                     |       |              |             |           |
| 1.4 TDI         | 3 cylindres en ligne - 12S | 1 Turbo + Intercooler Common rail FAP   | 1 422 cm3 | 75 ch à 3 000 tr/min          | 210 N m entre 1 500 et 2 000 tr/min | BVM5  | 173 km/h     | 4           | −150 €    |
| 1.4 TDI         | 3 cylindres en ligne - 12S | 1 Turbo + Intercooler Common rail FAP   | 1 422 cm3 | 90 ch à 3 500 tr/min          | 230 N m entre 1 500 et 2 500 tr/min | BVM5  | 180 km/h     | 4           | −150 €    |
| 1.4 TDI         | 3 cylindres en ligne - 12S | 1 Turbo + Intercooler Common rail FAP   | 1 422 cm3 | 90 ch à 3 500 tr/min          | 230 N m entre 1 500 et 2 500 tr/min | DSG7  | 180 km/h     | 4           | Neutre    |
| 1.4 TDI         | 3 cylindres en ligne - 12S | 1 Turbo + Intercooler Common rail FAP   | 1 422 cm3 | 105 ch à 3 500 tr/min         | 250 N m entre 1 750 et 2 500 tr/min | BVM5  | 194 km/h     | 5           | -150 €    |

## Sécurité
La Polo pour l'Inde sans airbags et sans ABS a reçu 0 étoile pour les occupants adultes et 3 étoiles pour les tout-petits de Global NCAP en 2014.
La Polo pour l'Inde avec deux airbags et sans ABS a reçu 4 étoiles pour les occupants adultes et 3 étoiles pour les tout-petits de Global NCAP en 2014.
La Polo Vivo pour l'Afrique a reçu 3 étoiles pour les occupants adultes et 3 étoiles pour les tout-petits du Global NCAP en 2017 (similaire au Latin NCAP 2013).